# Ronde van Noorwegen voor vrouwen 2018
De Ladies Tour of Norway of Ronde van Noorwegen voor vrouwen 2018 was de vijftiende editie van deze rittenkoers en de vijfde editie sinds de herinvoering in 2014, die voor het tweede jaar op rij deel uitmaakte van de UCI Women's World Tour 2018 en die van 17 tot 19 augustus werd verreden. Titelverdedigster was Marianne Vos, die ook deze editie won, door alle drie de etappes te winnen. De dag voor de eerste etappe werd een ploegentijdrit verreden die als losse wedstrijd ook deel uitmaakte van de World Tour. Deze werd met ruime voorsprong gewonnen door Team Sunweb.

## Deelnemende ploegen
| UCI-teams                          | UCI-teams        | Nationale selecties |
| ---------------------------------- | ---------------- | ------------------- |
| Alé Cipollini                      | Mitchelton-Scott | Noorwegen           |
| Astana                             | Movistar Team    | Zweden              |
| BePink                             | Team Sunweb      |                     |
| Boels Dolmans                      | Team Tibco       |                     |
| BTC City Ljubljana                 | Trek-Drops       |                     |
| Canyon-SRAM                        | Valcar PBM       |                     |
| Cylance                            | Team Virtu       |                     |
| FDJ Nouvelle-Aquitaine Futuroscope | Waowdeals        |                     |
| Hitec Products                     | Wiggle High5     |                     |
| Lotto Soudal Ladies                |                  |                     |

## Etappe-overzicht
| etappe | datum       | start         | finish    | profiel    | afstand  | winnaar      | klassementsleider |
| ------ | ----------- | ------------- | --------- | ---------- | -------- | ------------ | ----------------- |
| 1e     | 17 augustus | Rakkestad     | Mysen     | Vlakke rit | 127,7 km | Marianne Vos | Marianne Vos      |
| 2e     | 18 augustus | Fredrikstad   | Sarpsborg | Vlakke rit | 127,6 km | Marianne Vos | Marianne Vos      |
| 3e     | 19 augustus | Svinesundbrug | Halden    | Vlakke rit | 153,9 km | Marianne Vos | Marianne Vos      |

## Klassementenverloop
De gele trui wordt uitgereikt aan de rijdster met de laagste totaaltijd.
 De groene trui wordt uitgereikt aan de rijdster met de meeste punten van de etappefinishes.
 De bolletjestrui wordt uitgereikt aan de rijdster met de meeste behaalde punten uit bergtop passages.
 De witte jongerentrui wordt uitgereikt aan de eerste rijdster tot 23 jaar in het algemeen klassement.
 De trui met Noorse vlaggen wordt uitgereikt aan de eerste Noorse rijdster in het algemeen klassement.
| Etappe         | Winnaar        | Algemeen klassement | Puntenklassement | Bergklassement       | Jongerenklassement | Beste Noorse     | Ploegenklassement |
| -------------- | -------------- | ------------------- | ---------------- | -------------------- | ------------------ | ---------------- | ----------------- |
| 1              | Marianne Vos   | Marianne Vos        | Marianne Vos     | Katarzyna Niewiadoma | Chiara Consonni    | Susanne Andersen | Movistar Team     |
| 2              | Marianne Vos   | Marianne Vos        | Marianne Vos     | Katarzyna Niewiadoma | Chiara Consonni    | Susanne Andersen | Team Sunweb       |
| 3              | Marianne Vos   | Marianne Vos        | Marianne Vos     | Katarzyna Niewiadoma | Chiara Consonni    | Susanne Andersen | Team Sunweb       |
| Eindklassement | Eindklassement | Marianne Vos        | Marianne Vos     | Katarzyna Niewiadoma | Chiara Consonni    | Susanne Andersen | Team Sunweb       |